# Soldania
Soldania es un género de foraminífero bentónico considerado un sinónimo posterior de Lenticulina de la subfamilia Lenticulininae, de la familia Vaginulinidae, de la superfamilia Nodosarioidea, del suborden Lagenina y del orden Lagenida. Su especie tipo era Soldania carinata. Su rango cronoestratigráfico abarcaba desde el Eoceno hasta la Actualidad.

## Clasificación
Soldania incluía a las siguientes especies:
- Soldania annulata
- Soldania carinata
- Soldania limia
- Soldania orbicularis
- Soldania spirorbis

Otra especie considerada en Soldania es:
- Soldania nitida, aceptado como Lenticulina nitida